# Єнна Лаукканен
Єнна Лаукканен (фін. Jenna Laukkanen, 2 березня 1995) — фінська плавчиня.
Учасниця Олімпійських Ігор 2012, 2016 років.